# Wolfram von den Steinen
Wolfram von den Steinen (* 23. November 1892 in Colonie Alsen, heute Berlin; † 20. November 1967 in Basel) war ein deutsch-schweizerischer Historiker.

## Leben
Der Sohn des Mediziners und ethnologischen Forschungsreisenden Karl von den Steinen studierte Klassische Philologie, Geschichte und Kunstgeschichte an den Universitäten Lausanne, Heidelberg, Leipzig, Berlin und Marburg. Er wurde 1921 bei Friedrich Wolters in Marburg promoviert. Im Jahre 1928 wurde er an der Universität Basel habilitiert, wo er 1938 zum außerordentlichen Professor für mittelalterliche Quellenkunde und allgemeine Geschichte des Mittelalters berufen wurde. Er stand dem George-Kreis und seinen Ideen nahe, wenngleich er mit Stefan George nur mittelbar und brieflich in Kontakt gestanden hat. Als Historiker porträtierte er große Menschen des Mittelalters. Ihm wurde 1954 der Bodensee-Literaturpreis der Stadt Überlingen verliehen. Er war damit zugleich der erste Preisträger.
Vielen Mediävisten galt Wolfram von den Steinen als eigenwilliger Außenseiter, anderen aber als wichtiger Impulsgeber, etwa wegen der Einbeziehung künstlerischer Werke in das geschichtliche Verstehen. Er beherrschte das wissenschaftliche Handwerkszeug seines Faches und wurde hohen Anforderungen gerecht, doch wichtiger war ihm der „offene Blick für jede Art von Grösse“. Diese Größe zeigte sich ihm im frühen und hohen Mittelalter, er stellte sie dar in Herrschern und Heiligen, in ihren Taten und ihrer Hingabe an Gott, in der christlichen Kirche und in ihrer Kunst. Eines seiner zentralen Themen war die liturgische Dichtung. Das Werk des St. Galler Mönchs Notker Balbulus, den er Notker den Dichter nannte, hat er kritisch herausgegeben und seine Verse wie die vieler anderer ins Deutsche übersetzt. Auch selber hat er in kunstvoller klassischer Sprache gedichtet und einiges davon publiziert.
Wolfram von den Steinen stellte sich ganz in die Tradition der hohen abendländischen Kultur, er hoffte auf ihre Erneuerung, und so ging es ihm darum, „den ästhetischen und religiösen Sinn für Strenge und Würde zu wecken, gegen die Vermischung des Ehrwürdigen mit dem Banalen anzukämpfen“. Für den Wissenschaftsbetrieb seiner Zeit hatte er nicht viel übrig, einmal hat er bekannt: „Nur aus liebe hab ich wissen / Nur aus träumen bin ich weise“.

## Schriften (Auswahl)
- Das Kaisertum Friedrichs des Zweiten. Nach den Anschauungen seiner Staatsbriefe. de Gruyter, Berlin u. a. 1922.
- Kaiser Heinrich der Zweite, der Heilige. Bamberger Tagblatt, Bamberg 1924.
- Vom Heiligen Geist des Mittelalters. Anselm von Canterbury, Bernhard von Clairvaux. Hirt, Breslau 1926.
- Heilige und Helden des Mittelalters. Hirt, Breslau 1926–1928;
  - Franziskus und Dominikus. Leben und Schriften. 1926;
  - Bernard von Clairvaux. Leben und Briefe. 1926;
  - Dante Alighieri. Die Monarchie. 1926;
  - Karl der Große. Leben und Briefe. 1928;
  - Otto der Große. 1928.
- Theoderich und Chlodwig. Ein Kapitel deutscher Weltgeschichte. Mohr, Tübingen 1933.
- Um die Pfalz. Ein Basler Geisterreigen. Von den Steinen, Basel 1938.
- Glück und Unglück in der Weltgeschichte. Burg-Verlag, Basel 1943.
- Tausendjährige Hymnen (= Kentaur-Druck. 6, ZDB-ID 2519438-0). Übertragen, eingeleitet und mit Scholien versehen. Pantheon, Fribourg u. a. 1944.
- Notker der Dichter und seine geistige Welt. Francke, Bern 1948 (Darstellungsband und Editionsband; 2. Auflage Francke, Bern 1978, ISBN 3-7720-1378-3 und ISBN 3-7720-1379-1).
- Das Zeitalter Goethes. Francke, Bern 1949.
- Kitsch und Wahrheit in der Geschichte. (= Geschichte und Politik. 7, ZDB-ID 532466-X). Steiner, Laupheim 1953.
- Das Vergebliche in der Weltgeschichte (= Geschichte und Politik. 9). Steiner, Laupheim 1954.
- Canossa. Heinrich IV. und die Kirche (= Janus-Bücher. 5, ISSN 0447-3485). Oldenbourg, München 1957.
- Der Kosmos des Mittelalters. Von Karl dem Grossen zu Bernhard von Clairvaux. Francke, Bern 1959.
- Über der Zeit. Angelus-Druck, Bern 1962.
- Homo caelestis. Das Wort der Kunst im Mittelalter. Francke, Bern 1965.
- Menschen im Mittelalter – Gesammelte Forschungen, Betrachtungen, Bilder. Bern, München: Francke 1967.